# Roger A. B. Mynors
Sir Roger A. B. Mynors FBA, vollständig: Roger Aubrey Baskerville Mynors (* 28. Juli 1903 in Wiltshire; † 17. Oktober 1989 bei Herefordshire) war ein britischer klassischer, mittel- und neulateinischer Philologe.

## Leben
Mynors besuchte das Eton College und das Balliol College zu Oxford, wo er 1926 als Fellow angestellt wurde. 1944 wechselte er als Kennedy Professor of Latin an die Universität Cambridge, 1953 als Professor of Latin an die Universität Oxford. Dort verkehrte er mit Rudolf Pfeiffer, Otto Skutsch und Eduard Fraenkel (seinem Vorgänger auf dem Lehrstuhl).
Als klassischer Philologe befasste sich Mynors mit der lateinischen Literatur von der Antike bis zur Neuzeit. Er edierte die Oxford-Ausgaben der Autoren Cassiodor (1937), Catull (1958), Plinius (1963) und Vergil (1969), außerdem der Duodecim Panegyrici Latini (1964). Die lateinische Literatur des Mittelalters und der Frühen Neuzeit förderte er durch Kataloge und Textausgaben. Gemeinsam mit Douglas F. S. Thomson veröffentlichte er eine neunbändige Übersetzung der Briefe des Erasmus von Rotterdam (Toronto 1974–1989).
Für seine Verdienste erhielt Mynors zahlreiche Ehrungen. 1950 wurde er in die American Academy of Arts and Sciences gewählt. Mitglied der British Academy war er seit 1958. 1963 wurde er zum Ritter geschlagen. Die Medieval Academy of America und die Bayerische Akademie der Wissenschaften wählten ihn 1971 bzw. 1977 zum korrespondierenden Mitglied. Seit 1985 war er Mitglied der American Philosophical Society. Die Universitäten zu Reading (1964) und Leiden (1972) verliehen ihm die Ehrendoktorwürde.